# Hope & Co.

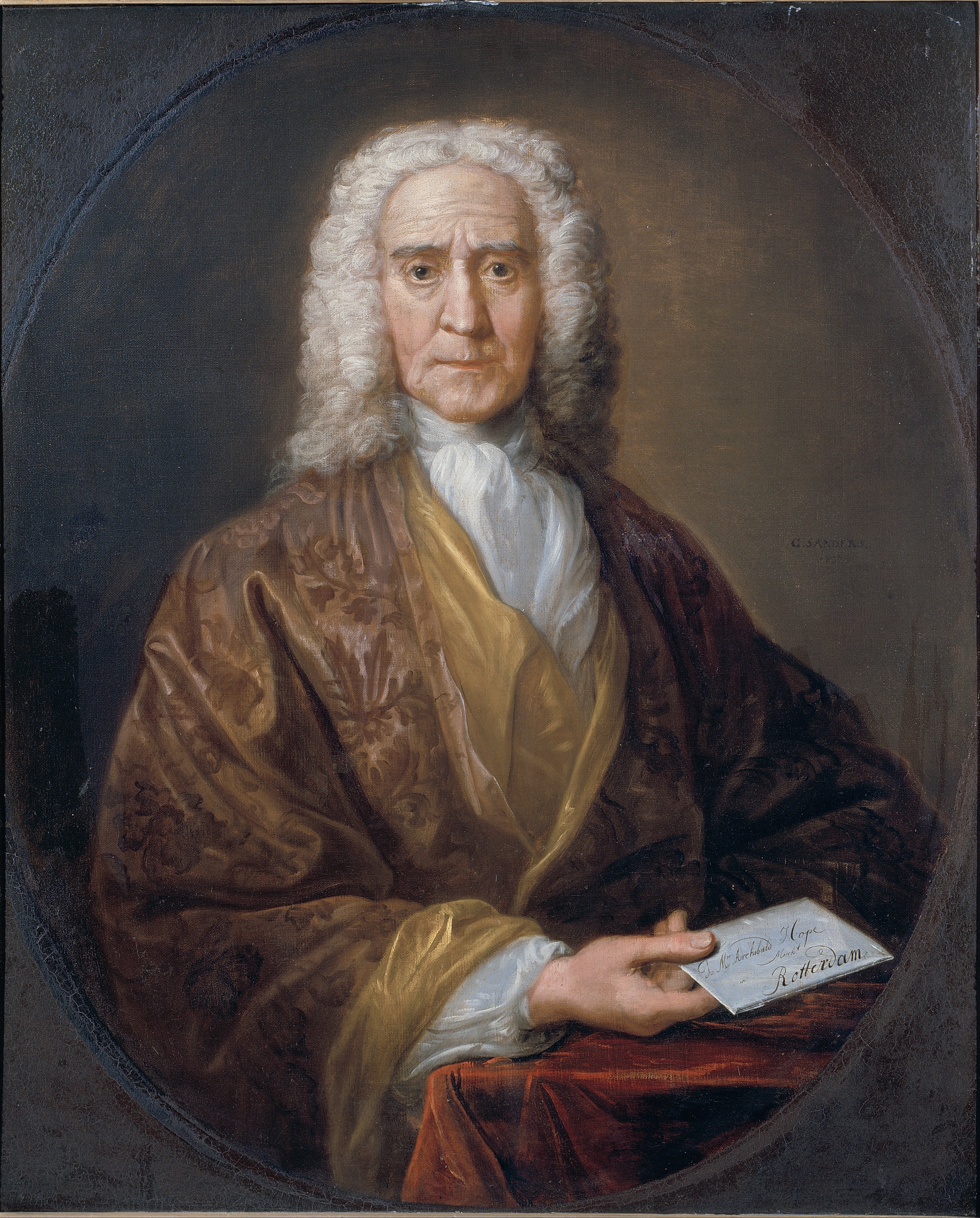
Bildnis des Rotterdamer Bankiers Archibald Hope aus dem Jahr 1737

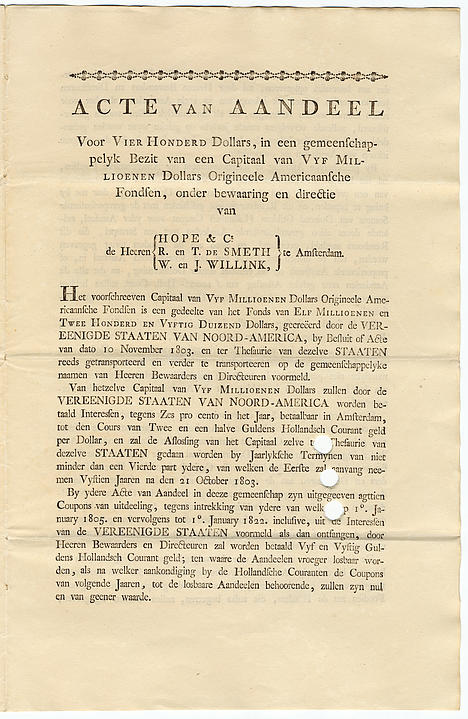
Von Hope & Co. im Jahr 1804 zur Finanzierung des Louisiana Purchase ausgegebene Aktie

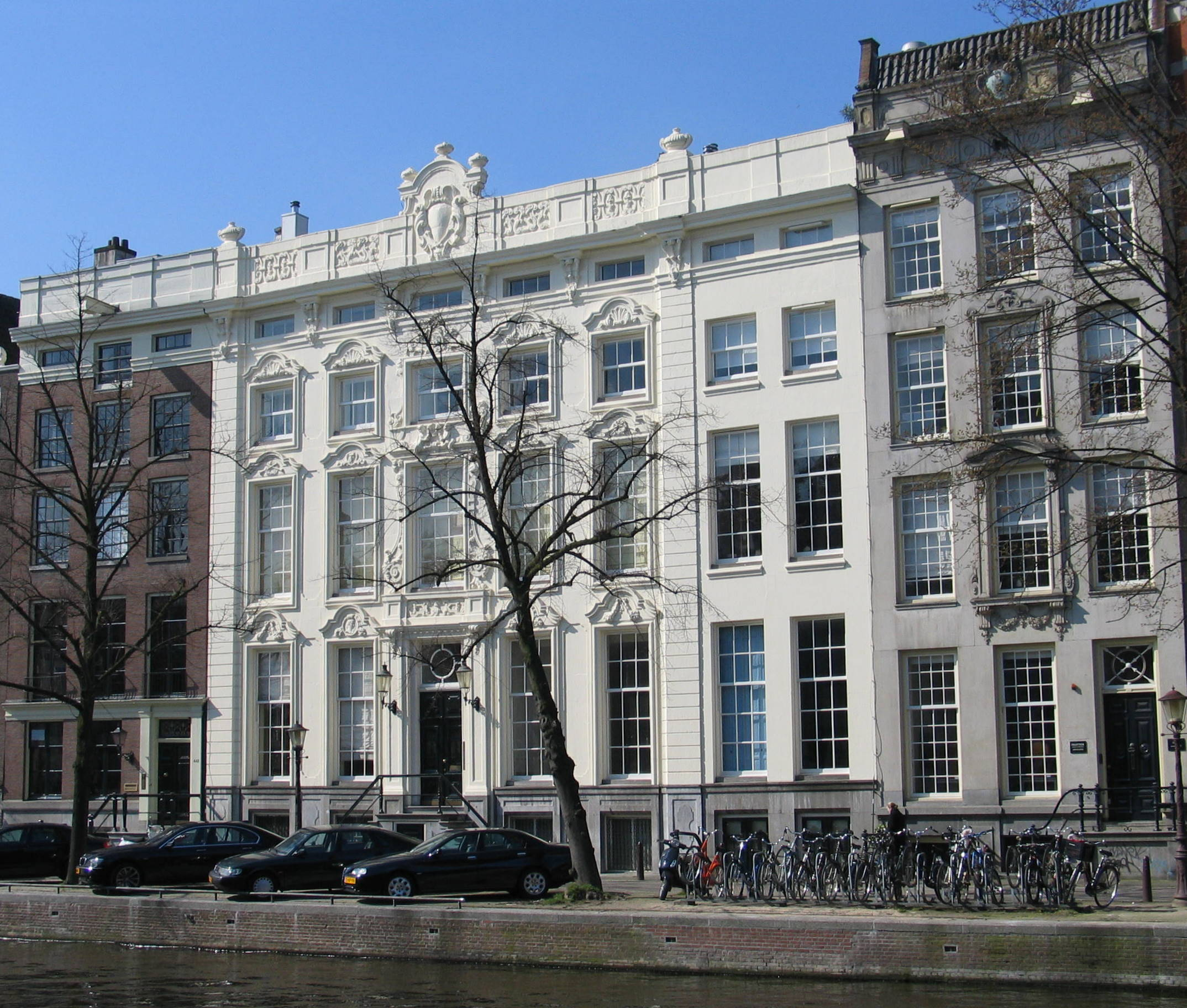
Büroräume von Hope & Co. über mehr als ein Jahrhundert: Keizersgracht 444-446 in Amsterdam (das weiße Gebäude rechts). Das braune Gebäude links ist die 448, Privatwohnsitz von Henry Hope. In den 1770ern wurden die Giebel dieser drei Häuser im zeitgenössischen Stil neu gestaltet und in der Mitte mit dem Familienwappen der Familie Hope gekrönt. 1970 zum Rijksmonument erklärt.

Hope & Co. war ein Amsterdamer Handelsunternehmen, das sich während des 18. Jahrhunderts zu einem führenden Haus für Geldgeschäfte entwickelte.

## Geschichte
1664 wurde Archibald Hope (1664–1743) in der Schottischen Kirche in Rotterdam getauft. Seinen Vater verließ das Geschäftsglück und die Familie musste nach London umziehen, wo sie zusehends verarmte. Mehr Erfolg hatte Archibald bei einem neuerlichen Versuch als Kaufmann in Rotterdam, bald besaß er vier Lastkähne. Die Verbindung zu den Britischen Inseln blieb bestehen: 1720 gehörten ihm dort drei Mälzereien, und der Kontakt zu einer einflussreichen Familie gleichen Namens in Schottland wurde gepflegt. Archibald Hope hatte zwei Töchter, seine sechs Söhne – Archibald jr. (1698–1734), Isaac, Zachary, Henry, Thomas (1704–1779), und Adrian (1709–1781) – wurden ebenfalls Kaufleute. Sie betätigten sich in Seetransport, Lagerung, Versicherung, und Kreditgeschäft in Amsterdam und Rotterdam. In die Fußstapfen seines Vaters trat im Bereich Handel und Seetransport Archibald jr. zusammen mit Thomas, der sich einen großen Ruf als Kaufmann erwerben konnte. Nach Archibald jr.s frühem Tod übernahm ein Bruder seine Rolle und man firmierte unter Thomas & Adrian Hope. Thomas sah in Amsterdam eine bessere Zukunft für das Unternehmen, das langsam aber sicher wuchs, trotz Krisen wie jene 1720 durch den Börsenschwindel in London ausgelöste – „Südseeblase“ genannt. Henry hatte sich in dieser Zeit selbstständig gemacht und war nach Boston ausgewichen – später ein wertvoller Ansprechpartner. Mit Archibald sr. hatten schon Isaac und Zachary zusammengearbeitet, und sie erbten das Rotterdamer Haus, das sich auf Überfahrten von Emigranten nach Nordamerika spezialisiert hatte. Durch ihre Vermittlung fuhren im Jahr 1753 über Rotterdam etwa 3000 Pfälzer nach Amerika. Während des Siebenjährigen Krieges (1756–1763) konnten die Brüder Hope ihren Umsatz kräftig steigern.
Der Firmenname wurde 1762 in Hope & Co. geändert, als sich ihr Thomas’ Sohn Jan (John) (1737–1784) und der amerikanische Neffe Henry Hope (um 1735–1811) – er darf als der eigentliche Nachfolger angesehen werden – anschlossen. In diesem Jahr erweiterte man die Büros in Amsterdam, um Henry und Jan in der Keizersgracht 448 unterzubringen. Thomas wohnte in den Nachbargebäuden, 444–446. Zacharys Sohn Archibald (1747–1821) wurde Mitglied des niederländischen Parlaments, Mitglied des Verwaltungsrats der Westindien-Kompanie (WIC), und besaß das frühere Schloss Lange Voorhout in Den Haag. Gegen Ende des Jahrhunderts kamen auch der Engländer John Williams und der Niederländer Pierre César Labouchère als Teilhaber an der 26 Leute umfassenden Firma hinzu.
1796 wurde Labouchères als „Hopesche Hochzeit“ bekannt gewordene Heirat mit der dritten Tochter von Sir Francis Baring, Dorothy, zum Kitt zwischen den Firmen Baring und Hope. Der dadurch entstandenen Verbindung zum britischen Außenminister Marquess Wellesley bedienten sich 1810 die Franzosen Fouché und Ouvrard beim Versuch, an Napoleon vorbei Friedensverhandlungen einzuleiten. Zwar scheiterte diese Mission, doch waren Ouvrard, Labouchère und dessen Schwager Alexander Baring 1817 umso erfolgreicher, als es darum ging, mittels Emission einer Staatsanleihe Frankreich zur Begleichung der Kriegsschulden zu befähigen.

## Bedeutendes Archiv
Das Hope-Archiv (1725–1940) ist eine wichtige Quelle für die Geschichte von Amsterdam und den Niederlanden als Zentrum des Welthandels im 18. Jahrhundert. 1977 wurde das Archiv dem Amsterdamer Stadtarchiv übergeben, wo es nun der Öffentlichkeit zugänglich ist. Das Archiv der Firma Hope & Co. ist zusammengefasst mit dem Archiv der Niederländischen Ostindien-Kompanie (VOC), da 1752 einer der gründenden Hope-Brüder, Thomas Hope (1704–1779), Mitglied der „17 Delegierten“ wurde, auf Niederländisch „Heeren XVII“, dem Verwaltungsrat der VOC. Vier Jahre später wurde er Vorsitzender des Verwaltungsrats der VOC und 1766 Sprecher von Wilhelm V. von Oranien, dem offiziellen Chef der VOC. 1770 zog sich Thomas zurück und übergab seinen Verantwortungsbereich an seinen Sohn John (1737–1784), der bei der VOC und Hope & Co. bis zu seinem Tod blieb.
Pierre Labouchère spielte eine wichtige Rolle bei Verhandlungen mit Frankreich, mit dem er für Holland die meisten Finanzangelegenheiten regelte. Adrian war Mitglied des niederländischen Parlaments und des Amsterdamer Stadtrats. Anders als heute üblich, vermischten die Teilhaber von Hope & Co. ihre Privatgeschäfte mit den öffentlichen Geschäften und jenen der Bank. Briefe im Archiv betreffen viele Angelegenheiten gleichzeitig. Die frühesten Briefe stammen aus den 1720er Jahren und waren an Thomas und Adrian Hope adressiert. Einen besonders großen Anteil des Archivs macht die Korrespondenz des Zeitabschnitts zwischen 1795 und 1815 aus, als Henry Hope gezwungen war, die Niederlande zu verlassen und Büros in London einrichtete. Die regelmäßige Korrespondenz zwischen dem Amsterdamer und Londoner Geschäftszweig gibt bedeutende Einblicke in Geschäftsverhandlungen dieser Zeit und ihre Abwicklung.
Das Tagesgeschäft von Hope & Co. war in jenen Tagen in der Hand von Thomas’ amerikanischem Neffen Henry Hope (um 1735–1811), der Geschäfte mit den unterschiedlichsten Ländern machte, darunter Schweden, Polen, Russland, Portugal, Spanien, Frankreich und die Vereinigten Staaten. Den geradezu fürstlichen Rahmen der Firma machte sein Sommersitz – das Landhaus Welgelegen in Haarlem – mit fünfzehn Fenstern in der Breite, deutlich. Dank der Verhandlungen von Henry Hope und Francis Baring konnten Hope & Co. 1804 Aktien zur Finanzierung des Louisiana Purchase ausgeben.

## Handhabung der Gewinnbeteiligung
Obwohl sie vom Anfang ihrer Aktivitäten an in erster Linie an Handelsgeschäften interessiert waren, dehnten die Brüder Hope ihr Interesse auf längerfristige Anlagen wie Bodenbesitz und Kunstgegenstände aus. Während des 18. Jahrhunderts arrangierten Hope & Co. für ihre Teilhaber ein Gewinnbeteiligungssystem, um das Risiko eines allumfassenden Firmenbankrotts wegen Unbedachtheit eines Mitglieds, wie es 1772 bei der Konkurrenzbank Clifford & Sons vorgekommen war, zu reduzieren. Um an dem Gewinnbeteiligungssystem teilhaben zu können, musste das Firmenmitglied die besondere Methode der Buchhaltung von Hope & Co. lernen, entwickelt von Adrian Hope, der mitgewirkt hatte, den Clifford-Bankrott einzureichen. Entsprechend der persönlichen Kapitalanlage wurde der Kunstbesitz (und der übrige Bestand an Kapitalanlagen) gleichmäßig verteilt. Als klar wurde, dass keine eigenen Söhne nach Henry Hopes Tod das Bankgeschäft weiterführen würden, trennte er seinen Anteil schließlich von Rest ab. Henry Hope starb 1811 kinderlos, sein Anteil wurde unter der Familie seiner Schwester und seinen amerikanischen Vettern aufgeteilt. Bald übernahm Alexander Baring die Geschäftsanteile der Hope-Nachkommen und ließ zur Neugründung die Situation am 1. Januar 1815 in einem Rundschreiben darlegen:

„Wir haben die Ehre, Sie zu benachrichtigen, dass durch den Tod der Herren Henri und John Hope, Chefs unseres Hauses, und infolge des Entschlusses aller Mitglieder dieser geachteten Familie, die kaufmännische Laufbahn zu verlassen, die Liquidation der alten Geschäfte, vermittelst Übereinkunft mit dieser Familie, Herrn Peter Cesar Labouchere einzig überlassen bleibt. Dadurch wird dieser, nachdem er sich vor drei Jahren aus unserem Etablissement zurückgezogen hatte, der unmittelbare Besitzer desselben. Die glücklichen Umstände, welche die Befreiung Hollands herbeigeführt haben, und die Aussicht günstigerer Zeiten für die Handlung haben uns bestimmt, dem Entschluss einer gänzlichen Liquidation des Hauses zu entsagen. Die seit langer Zeit bestehende Freundschaft zwischen unserem Herrn Labouchere und Herrn Hieronimus Sillem, der in der letzten Zeit Chef des alten und geachteten Hauses Matthiessen & Sillem in Hamburg gewesen ist, hat diesen bewogen, sein Interesse mit dem unsrigen zu verbinden. Wir haben demnach das Vergnügen Ihnen anzuzeigen, dass wir uns vornehmen von heute an, unter seiner Direktion und derjenigen der Herren A. van der Hoop und P. F. Lestapis, die schon unsere Geschäfte seit mehr als drei Jahren leiten, unsere alten Verbindungen mit unseren Freunden wieder mit aller Tätigkeit anzuknüpfen, welche die Umstände zulassen werden.“

Das tatsächlich weniger gute Einvernehmen „mit dieser Familie“ machte eine Verlegung der Büros in die Doelenstraat erforderlich, der engere Rahmen der Geschäfte entsprach auch Amsterdams Situation, den Spitzenplatz als europäisches Finanzzentrum an London verloren zu haben. Hopes bisherige Rolle im Kreditsektor ging nach 1815 an Rothschild über.

## Kunstsammlung
Durch das Gewinnbeteiligungssystem war die eine Kunstsammlung im gemeinsamen Besitz mehrerer Personen. John Hopes Sohn Thomas Hope (1769–1831) hatte mitgeholfen, diese gemeinsame Sammlung aufzubauen und erbte wegen der von seinem Vater und Großvater begründeten Eigentumsrechte einen großen Teil von ihr. Adriaan van der Hoop (1778–1854), der durch die französische Besatzung hindurch mit der Firma tätig war, erbte bei Henry Hopes Tod dessen Amsterdamer Anteil der Kapitalanlagen, mit dem Amsterdamer Teilhaber Alexander Baring zusammen, der dann Land der Kunst vorzog und nach Amerika übersiedelte. Als Adriaan van der Hoop starb, besaß er 5 Millionen Gulden. Seine Kunstsammlung ging an die Stadt Amsterdam, die ein Museum schuf für die Beherbergung seiner Sammlung nach seinem Tod. Unter den 250 Werken dieser Sammlung aus dem 18. und 19. Jahrhundert waren Die Judenbraut von Rembrandt, Briefleserin in Blau von Jan Vermeer, Moederzorg von Pieter de Hooch und De molen bij Wijk bij Duurstede von Jacob van Ruisdael.

## Die letzten Jahre
Im 19. Jahrhundert spezialisierten Hope & Co. sich auf Kapitalanlagen im Eisenbahnsektor in den Vereinigten Staaten und in Russland. Im 20. Jahrhundert verschob sich das Schwergewicht vom internationalen Verkehrswesen auf niederländische Kapitalanlagen.
1962 fusionierten Hope & Co. mit Mees & Zn. zur Bank Mees & Hope, die 1975 von der ABN Bank gekauft wurde. Nach der Verschmelzung von ABN Bank und Amro Bank zur ABN AMRO Bank, verschmolzen Bank Mees & Hope mit Pierson, Heldering & Pierson (dann voll im Besitz der Amro Bank) im November 1992 zu MeesPierson und wurden nachfolgend an Fortis verkauft.